# Música popular de Estados Unidos

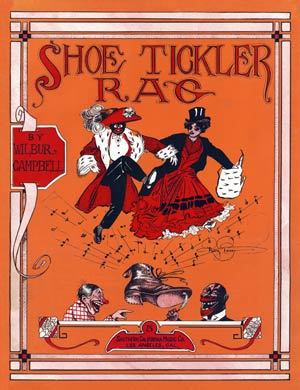
"Shoe Tickler Rag", portada de la partitura de una canción de 1911 de Wilbur Campbell.

La música popular estadounidense es un género del folk contemporáneo que ha tenido un efecto profundo en la música alrededor del mundo. El país ha visto el incremento de estilos populares que han tenido influencia significativa en la cultura global, incluyendo el ragtime, blues, jazz, swing, rock, bluegrass, country, Rhythm and blues, doo wop, góspel, soul, funk, heavy metal, punk, música disco, house, techno, grunge, blackberry y hip hop. Además, la industria musical americana es bastante diversa, apoyando a una variedad de estilos regionales, tales como el zydeco, klezmer and slack key.
Los precedentes distintivos de la música popular estadounidense surgieron a principios del siglo XIX y fue durante el siglo XX que la industria musical estadounidense desarrolló una serie de nuevas formas de música, utilizando elementos del blues y otros géneros de la música folclórica de Estados Unidos. Estos estilos populares incluían al country, R&B, jazz y rock. Los años 60 y 70 vivieron un importante número de cambio dentro de la música popular estadounidense, incluyendo varios estilos y/o géneros nuevos, tales como el heavy metal, punk, soul e hip hop. Si bien éstos no eran populares, en el sentido al cual se refiere la palabra mainstream (cultura de masas en español), éstos eran comercialmente grabados y se convirtieron en ejemplos de música popular, en contraposición con el folk o la música clásica.

## Principios de la música popular
Las primeras canciones que pueden ser consideradas como parte de la música popular estadounidense, en contraposición con la música folclórica de una región o etnia particular, fueron las canciones sentimentales de parlor, escritas por "Stephen Foster y sus compañeros", así como las canciones de los shows de minstrel, producciones teatrales con música vocal, danza e interpretaciones de comedia. El minstrel incluye instrumentos africanos comunes y danza, así como intérpretes con caras pintadas de color negro, técnica conocida como blackface. A mediados el siglo XIX, las compañías en gira habían llevado su música no solamente a cada parte de los Estados Unidos, sino también al Reino Unido, Europa occidental, África e incluso Asia. Los shows de minstrel eran generalmente anunciados como si la música de éstos perteneciera al estilo afroamericano, si bien esto casi nunca era verdad. 

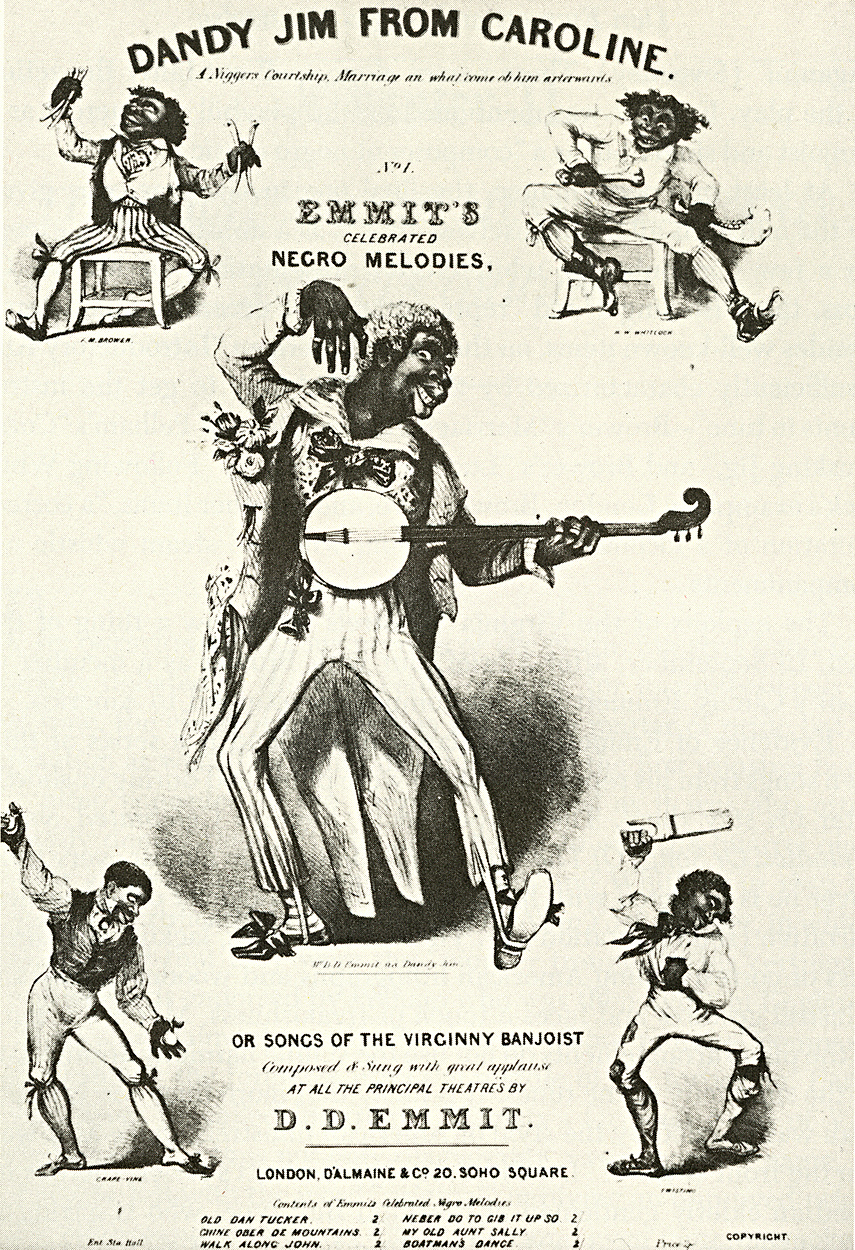
Portada de partitura de "Dandy Jim from Caroline" escrita por Dan Emmett, Londres, 1844.

Las personas de raza negra habían tomado parte en la cultura popular previa a la época de la guerra civil estadounidense, situada por lo menos en el auge del African Grove Theatre ubicado en la Nueva York de 1820, durante la publicación de la primera música hecha por un compositor negro, Francis Johnson, en 1818. Sin embargo, estos logros aún ocurrieron completamente dentro de las convenciones de la música europea. La primera canción popular de un minstrel fue "Jump Jim Crow" del compositor Thomas "Daddy" Rice, la cual fue interpretada por primera vez en 1832, causando sensación en Londres cuando Rice la ejecutó en 1836. Rice usó un baile que copió de un granjero, con una melodía adaptada de una danza irlandesa. Los elementos africanos incluían el uso del banjo, que se cree derivó de los instrumentos de cuerda de África occidental, así como ritmos acentuados y aditivos.  Muchas de las canciones de los shows de minstrel aún son recordadas al día de hoy, en especial aquellas escritas por Daniel Emmett y Stephen Foster, siendo el último, de acuerdo con David Ewen, "el primer gran compositor de Norteamérica, y uno de los autores más sobresalientes del mundo". Las canciones de Foster eran típicas de la era del minstrel en cuanto a su sentimentalismo desvergonzado y su aceptación de la esclavitud. Sin embargo, Foster hizo más que otros compositores del periodo para humanizar a los negros sobre los cuales escribía, tal como se observa en "Nelly Was a Lady", una canción melancólica y llena de dolor en la que un negro lamenta la pérdida de su esposa.
El espectáculo del minstrel marcó un inicio a la larga tradición de la música afroamericana que fue apropiada por las audiencias populares, además de ser la primera forma estadounidense de música en obtener aclamación internacional a mediados del siglo XIX. Como Donald Clarke lo ha comentado, el minstrel muestra "esencialmente música negra, mientras que los actos más exitosos eran de blancos, que por otro lado imitaban canciones y danzas de origen negro y a su vez, los intérpretes de esta raza adoptaban aquellas imitaciones, quienes terminaban así imitándose a sí mismos". Clarke atribuye el uso del blackface como parte del deseo de los americanos blancos de glorificar la existencia brutal de los negros (tanto los libres como los esclavos) a través de retratarlos como individuos alegres y despreocupados, más apropiados para la vida de hacienda y la interpretación de canciones simples y jubilosas, las cuales fácilmente atraían a la gente.
Los shows del minstrel siguieron siendo populares hasta finales del siglo XX, desapareciendo gradualmente a principios del siglo XX. En ese tiempo, una forma lujosa y elaborada de teatro llamada extravaganza surgió, comenzando por la obra The Black Crook de Charles M. Barras. Las extravaganzas fueron criticadas por los periódicos y las iglesias de la época porque se las consideraba sexualmente provocativas ya que las mujeres cantaban piezas obscenas vestidas con ropa casi transparente. David Ewen describió esto como el comienzo de la "larga y activa carrera de la explotación sexual" del teatro musical estadounidense y la música popular. Tiempo después, las extravaganzas tomaron elementos de interpretaciones de burlesque, las cuales eran producciones satíricas y paródicas muy populares a finales del siglo XIX.
De la misma manera que la extravaganza y el burlesque, el espectáculo de variedades consistía en una producción cómica y atrevida, popular desde mediados hasta finales del siglo XIX, periodo para el cual esta había evolucionado en el vodevil. Esta forma fue creada por productores como Tony Pastor, el cual intentó motivar a mujeres y niños a asistir a sus shows; éstos dudaban a causa de la multitud tosca y desordenada que había tomado el teatro como parte de su dominio por un largo tiempo. Para inicios del siglo XX, el vodevil era ya una forma respetada de entretenimiento para mujeres y niños; por otro lado, compositores como Gus Edwards escribían canciones que eran populares por todo el país. Los shows más populares del vodevil eran, al igual que el Ziegfeld Follies, una serie de canciones y sketches que tuvieron una profunda participación en el desarrollo subsecuente del teatro musical de Broadway  y las canciones populares de Tin Pan Alley.

### Tin Pan Alley
Tin Pan Alley fue un establecimiento de la Union Square en la ciudad de Nueva York, el cual se convirtió en el centro más importante para la publicación de música a mediados 1890. Los compositores de esta era escribieron canciones formulaicas, muchas de las cuales eran baladas sentimentales. Durante esta época, un sentido de conciencia nacional se encontraba en desarrollo, dado que los Estados Unidos se convirtieron en una potencia mundial tremenda, especialmente después de la guerra hispano-estadounidense. La creciente disponibilidad y eficiencia de las vías férreas y del servicio postal contribuyeron a difundir las ideas, incluyendo a las canciones populares. 
Algunos de los más memorables editores de Tin Pan Alley incluyeron a Willis Woodward, M. Witmark & Sons, Charles K. Harris, así como a Edward B. Marks and Joseph W. Stern. Stern y Marks se encontraban entre los compositores más conocidos de Tin Pan Alley; éstos comenzaron escribiendo juntos como aficionados en 1894. Además de las populares baladas y otras canciones de buen parecer, los escritores de Tin Pan Alley se concentraron en temas provocativos y escabrosos. Las coon songs (traducido como "canciones negras") eran otra parte importante de Tin Pan Alley, derivadas de las "canciones aguadas" del espectáculo minstrel con su "brío y electricidad" traído de la "asimilación del ragtime". La primera canción negra popular fue "New Coon in town", introducida en 1883, seguida de una ola de coon shouter (intérpretes del género) como Ernest Hogan y May Irwin.

### Broadway
El comienzo del siglo XX también fue testigo del desarrollo de Broadway, un grupo de teatros especializados en musicales. Broadway se convirtió en una de las locaciones preeminentes del teatro musical en el mundo, y produjo un conjunto de canciones que llevaron a Donald Clarke a llamar la época, la era dorada de la composición musical. La necesidad de adaptar canciones divertidas a las restricciones del teatro y sus argumentos le permitieron y lo motivaron a crecer en el ámbito de la composición, así como al alza de compositores tales como George Gershwin, Vincent Youmans, Irving Berlin and Jerome Kern.  Estos autores escribieron canciones que aún son populares, conocidas al día de hoy como The Great American Songbook (el gran cancionero estadounidense).
Las óperas extranjeras eran populares entre la clase media-alta del siglo XIX, mientras que otros musicales de teatro musical incluían a las operetas, óperas de baladas y la ópera bufa. Las operetas inglesas de Gilbert and Sullivan eran particularmente populares, mientras que las composiciones americanas habían tenido problemas para encontrar una audiencia. George M. Cohan fue el primer compositor americano notable del teatro musical y el primero en separarse de la opereta, también memorable en cuanto a su uso de la lengua local en sus obras. A principios del siglo XX, sin embargo, los dramaturgos negros, compositores y músicos estaban siendo parte del impacto del teatro musical, comenzando con los trabajos de Will Marion Cook, James Reese Europe y James P. Johnson; el primer gran hit musical negro fue Shuffle Along en 1921.
Las operetas importadas y producciones domésticas hechas tanto por blancos, como Cohan, como por negros, como Cook, Europe y Johnson todos tuvieron una influencia formativa en Broadway. Compositores como Gershwin, Porter y Kern hicieron del teatro musical cómico un pasatiempo nacional, el cual contenía un sentimiento distinguidamente americano, el cual no era dependiente de los modelos europeos. La mayoría de estos individuos era judíos, siendo Cole Porter la única gran excepción; todos ellos eran descendientes de inmigrantes del siglo XIX que huían de la persecución del Imperio Ruso, asentados de manera influyente en distintos barrios de Nueva York.  Muchos de los primeros musicales fueron influenciados por la música negra, mostrando elementos del primer Jazz, tal con en In Dahomey; los compositores judíos de estos trabajos pudieron haber visto conexiones entre las notas de blues afroamericanas tradicionales y su propia música judía folclórica.
Las canciones de Broadway fueron grabadas casi al principio del siglo, pero no se fue sino hasta mucho después que se hicieron abiertamente populares fuera del contexto teatral. La canción "They Didn't Believe Me" de Jerome Kern fue una de las primeras canciones que se hizo famosa por todo el país. Las innovaciones posteriores de Kern incluyeron un argumento más creíble, más allá de historias sin forma construidas alrededor de trabajos anteriores, comenzando con Show Boat en 1927. George Gershwin fue quizás el compositor más influyente en Broadway, comenzando por "Swanee" en 1919 y continuando con trabajos futuros para jazz y orquestas. Su composición más duradera podría ser la ópera Porgy and Bess, una historia acerca de dos personas de raza negra, las cual fueron destinadas por Gershwin a ser una especie de "ópera folclórica", una creación del nuevo estilo del teatro musical americano basado en modismos americanos.

### Ragtime
El ragtime fue un estilo de música para bailar basada en el piano, el cual usa ritmos sincopados y cromatismo; el ejecutante y compositor más conocido del género fue indudablemente Scott Joplin. Donald Clarke considera que el ragtime es la culminación de las coon songs, usadas al principio en los shows de minstrel y después en el vodevil, dando como resultado la filtración de estos ritmos en la cultura popular; él también sugiere que el distintivo sonido del ragtime puede haber venido de un intento de imitar el banjo afroestadounidense al usar el teclado.
Dada la naturaleza esencial afroestadounidense del ragtime, es comúnmente considerara como el primer estilo de la música popular americana en ser realmente negra; el ragtime trajo la síncopa y sonido auténticamente negro a la música popular. Las canciones populares de ragtime utilizaban notación y eran vendidas en partituras, pero el estilo en general era ejecutado informalmente en todo el país; estos ejecutantes amateurs tocaban una forma más improvisada del ragtime, el cual, eventualmente, se convirtió en una gran influencia formativa en el jazz.

## Primeras grabaciones de música popular
El invento de Thomas Edison del cilindro de fonógrafo marcó el nacimiento de la grabación de música. El primer cilindro en ser lanzando fue "Semper Fidelis", interpretado por la Banda de la Marina de los Estados Unidos. Al principio, los cilindros eran raramente lanzados al mercado, pero conforme aumentaron las ventas también lo hizo su distribución. Estas primeras canciones grabadas eran una mezcla de vodevil, barbershop, marchas, ópera, canciones de novedad, entre otras melodías populares, Muchos de los estándares populares, tales como "The Good Old Summertime", "Shine on Harvest Moon", así como "Over There" provienen de esta época. También hubo algunos primeros hits de jazz, comenzando con las grabaciones en 1917 de la Original Dixieland Jazz Band, seguidas por la banda de jazz de Joe King Oliver, el cual tocó un estilo de jazz auténtico de Nueva Orleans.
El Blues había aparecido bastante tiempo antes de que este se volviera parte de la primera explosión de la música popular grabada en la historia estadounidense. Esto sucedió en los años 20, cuando cantantes del blues clásico femenino como Ma Rainey, Bessie Smith y Mamie Smith se hicieron muy populares; el primer hit de este género fue "Crazy Blues" de Mamie Smith. Los cantantes de este blues urbano popular cambiaron la idea de música popular, pasando de ser canciones simples que podían ser fácilmente interpretadas por cualquiera a obras principalmente asociadas con un cantante solista. Ejecutantes como Sophie Tucker, conocida por "Some of These Days", fue asociada con sus hits, haciendo sus interpretaciones individuales tan importantes como la canción misma.
Al mismo tiempo, compañías discográficas como Paramount Records y OKeh Records lanzaron el género race music, el cual se dirigía principalmente a las audiencias afroestadounidense oyentes de blues. Las bandas más famosas inspiraron mucho del desarrollo posterior del blues y los géneros derivados del blues, incluyendo a Charley Patton, Lonnie Johnson y Robert Johnson.

### Jazz popular (1920–1935) y swing (1935–1947)
El jazz es un género musical caracterizado por las notas de blues, síncopas, swing, llamada y respuesta, polirritmias e improvisación. Aunque originalmente una forma de música para bailar, el jazz ha sido ahora "ampliamente considerado un género de música típica o popular (y también se ha) convertido una forma sofisticada de arte que ha interactuado en formas significantes con la música clásica. El desarrollo del jazz ocurrió al mismo tiempo que el ragtime, el blues, la música country, lo cual en conjunto puede ser visto como parte de un continuo con ninguna demarcación clara entre ellos; el jazz fue el más cercanamente relacionado al ragtime, con el cual se puede distinguir por el uso de una improvisación más complicada, a menudo colocando notas lejos del pulso implícito. Las primeras bandas de jazz adoptaron mucho del vocabulario del blues, incluyendo el "bent", las notas de blues, los "gruñidos" instrumentales y otras marcas.
Paul Whiteman fue el líder más popular de una banda en los años 20, además de reclamar él mismo el título de "El Rey del Jazz". A pesar de que este contrato a muchos de los mejores músicos blancos de jazz de la era, las generaciones posteriores de fanáticos del género juzgaron frecuentemente a la música blanca de tener poco que ver con el jazz auténtico. Sin embargo, su noción de combinación del jazz con orquestaciones elaboradas ha sido imitada en múltiples ocasiones por compositores y arreglistas de las últimas décadas.
Whiteman encargó la pieza "Rhapsody in Blue" a George Gershwin, la cual fue estrenada por la orquesta de Whiteman. La banda de Ted Lewis ocupó el segundo lugar en popularidad, solo por detrás de Paul Whiteman durante los años 20, si bien podría decirse que este tocó un jazz más real y menos pretencioso que el de Whiteman, especialmente en sus grabaciones de finales de la década. Algunas de las otras bandas de "jazz" de la década incluyen a las de Harry Reser, Leo Reisman, Abe Lyman, Nat Shilkret, George Olsen, Ben Bernie, Bob Haring, Ben Selvin, Earl Burtnett, Gus Arnheim, Rudy Vallee, Jean Goldkette, Isham Jones, Roger Wolfe Kahn, Sam Lanin, Vincent López, Ben Pollack y Fred Waring.
En los años 20, la música ejecutada por estos artistas era extremadamente popular en su público, y fue calificada como jazz. Al día de hoy, sin embargo, esta música se encuentra desacreditada y etiquetada como "música dulce" por los puristas del jazz. La música que la gente actual considera como jazz tendía a ser ejecutada por minorías. Durante los años 20 y a principios de los 30, sin embargo, la mayoría de la gente escuchaba lo que hoy llamaríamos "música dulce" y jazz puro, categorizado como "música ardiente" o " música racial".
La compañía discográfica más influyente de la época, The Victor Talking Machine (RCA Victor después de 1928) fue una influencia restrictiva en el desarrollo del "jazz dulce", hasta el salida de Eddie King en octubre de 1926. King fue conocido por su autoritarismo, el cual no permitía cosas como beber en el trabajo o el desapego severo a la música formalmente escrita, a menos que fueran solos aceptables por los estándares populares de la época. Esto irritó a muchos de los artistas de jazz de Victor, incluyendo al trompetista famoso Bix Beiderbecke. Studhalter, en su obra Lost in Chords, cita un ejemplo de una grabación de 1927 hecha por las orquesta Goldkette, en el cual se les permitía a los músicos libertades considerables, a la par que remarca que "lo que uno se pregunta es cómo hubiera sido esta interpretación si Eddie King hubiera esta estado a cargo, en vez de Nat Shilkret, mucho más liberal". Dado que la colección de Victor muestra que no hubo menos de cinco sesiones de grabación entre enero y febrero de 1926, cuando King conducía a la orquesta de Goldkette, se han hecho varias comparaciones disponibles entre el acercamiento de Golkette y King.
En 1935, el swing se hizo popular por medio del público y rápidamente colocado jazz como el tipo de música más escuchado (si bien hubo algo de resistencia a este en un principio). La música swing es caracterizada por una predominante sección rítmica, usualmente consistente de un contrabajo y de percusiones, ejecutándose en un tempo moderado o rápido, así como de técnicas rítmicas, tales como la nota swing. El swing es principalmente una forma de jazz de la década de 1930, fusionada con elementos del blues y la sensibilidad popular de Tin Pan Alley. El swing era ejecutado en bandas más grandes que aquellas comunes en otras corrientes del jazz y era dirigido por líderes que arreglaban el material de manera estricta, rechazando la improvisación que hasta el momento había sido una parte integral del jazz. David Clarke llamó al swing el primer "género de jazz (en estar) en el centro de la música popular... opuestamente a la idea de que solo era una forma más de este. A finales de los años 30, los vocalistas se hicieron cada vez más prominentes, llegando a tomar eventualmente el centro del escenario, seguido de la huelga de la Federación Americana de Músicos, el cual hizo que grabar con una banda grande fuera excesivamente caro. El swing vino a ser acompañado por un estilo de baile popular con homónimo, el cual fue muy popular en todos los Estados Unidos, tanto entre audiencias blancas como negras, especialmente las jóvenes.

### La diversificación y popularización del blues
Además del jazz y el swing que escuchaban las audiencias populares en Norteamérica, hubo una variedad de otros géneros que eran populares entre ciertos grupos de personas, por ejemplo, entre audiencias rurales. Comenzando en la década de los 20 y acelerándose en gran medida en los años 40, el blues comenzó a diversificarse rápidamente en un amplio abanico de nuevos géneros. Estos incluyen al rápido y energético estilo llamado rhythm and blues (R&B), a la fusión de blues y de música anglo-celta llamada country, así como a la fusión de himnos y espirituales con estructuras de blues llamadas música góspel. Después de estos otros estilos, en 1940, una fusión de blues, R&B y country eventualmente llamada rock and roll se desarrolló, eventualmente viniendo a dominar la cultura popular americana a principios de los años 60.
La música country consiste principalmente en una fusión del blues afroamericano y los espirituales con la música folclórica de los Apalaches, adaptada para las audiencias populares, siendo esta popularizada a principios de los años 20. Las melodías, la música para bailar, las baladas y los estilos vocales escoceses e irlandeses fueron particularmente importantes, así como la música nativa americana, la música española, la música alemana, la música francesa y la música mexicana. La instrumentación del primer country fluctuaba entre el violín europeo y el banjo afroamericano, añadiendo más tarde a la guitarra. La instrumentación de la música country utilizaba elementos de la música africana tales como el formato de llamado y respuesta, la improvisación musical y los ritmos sincopados. Aún después, los instrumentos de cuerda como el ukelele y la steel guitar se hicieron comunes debido a la popularidad de la música hawaiana la principios del siglo XX, así como a la influencia de los músicos como Sol Hoopii and Lani McIntyre. El origen de la música country moderna es generalmente encontrado en 1927, cuando el cazatalentos y productor Ralph Peer grabó a Jimmie Rodgers y a The Carter Family. Sus grabaciones son consideradas como la fundación de la música country moderna. Ha habido música popular previa a 1927 que puede ser considerada como country, pero tomando en cuenta lo que Ace Collins señala, estas grabaciones tenían "solamente efectos marginales y muy inconsistentes" en el mercado musical nacional, y eran solo superficialmente similares a lo que en ese entonces se conocía como hillbilly music. Además de Rodgers y the Cartes, un músico de nombre Bob Wills fue uno de los primeros intérpretes influyentes conocido por un estilo llamado western swing,  el cual era muy popular en los años 20 y 30, y fue el responsable de traer una influencia prominente del jazz a la música country.
El Rhythm and Blues (R&B) es un género que surgió entre los años 30 y 40, el cual consiste en una forma rápida del blues con una instrumentación más compleja. El autor Amiri Baraka describe el R&B como "unidades grandes de ritmo chocando detrás de los estridentes cantantes de blues (los cuales) tenían que gritar para ser escuchados por encima del estruendo y rasgueo de varios instrumentos eléctricos y secciones rítmicas agitadas. El R&B fue grabado durante este periodo, aunque no extensivamente, por lo cual no fue ampliamente promovido por las compañías discográficas, las cuales sintieron que no gustaba a la mayorías de las audiencias, especialmente a gente de raza blanca de clase media, gracias a las provocativas letras y los inquietantes ritmos. Algunos líderes como Louis Jordan innovaron en el sonido del naciente R&B. La banda de Jordan destacaba por su pequeña sección de metales, así como por sus canciones comunes que contenían temas líricos clásicos del blues. A finales de 1940, este había producido 19 grandes hits, además de haber ayudado a abrir el camino para artistas contemporáneos, Wynonie Harris, John Lee Hooker y Roy Milton.
Los espirituales cristianos y la música blues rural fueron el origen de lo que es conocido ahora como música góspel. Comenzando por los años 20, las iglesias afroamericanas presentaron el primer góspel en forma de cantos de adoración proclamando su devoción religiosa (testificando) por medio de un estilo musical frecuentemente improvisado. El góspel moderno comenzó con el trabajo de distintos compositores, entre los cuales destaca Thomas A. Dorsey,  el cual "escribió canciones basadas en espirituales familiares e himnos, fusionados con ritmos de blues y jazz"  A partir de estas iglesias de principio del siglo XX, la música góspel se expandió a través del país. Esta permaneció asociada casi completamente con las iglesias afroamericanas, en las cuales usualmente se presentaba un coro con uno de los más virtuosos solistas.
El Rock and roll es un género de música popular, derivada principalmente del country, el blues y el R&B. Es, sin lugar a dudas, el género más popular de música en el mundo; los orígenes precisos y primeros pasos del rock han sido intensamente debatidos. El historiador de música Robert Palmente ha notado que las influencias del género son bastante diversas e incluyen al "ritmo Bo Diddley" afroamericano, elementos del "big band swing" y la música latinoamericana, como en el caso del son cubano y algunos "ritmos mexicanos ". George Lipsitz declara que el rock surgió en áreas urbanas de Norteamérica, donde se formó una «cultura políglota de la clase trabajadora (donde) los significados sociales se comunicaron por separado por el blues, el country, la polca, el zydeco y la música latina que encontraron una nueva forma de expresión mientras se mezclaban en un ambiente urbano».

## años 50 y 60
La mitad de los años 20 presenció un número importante de cambios en la música popular americana. El género pop se desarrolló tremendamente durante este periodo, mientras el precio increíblemente bajo de la música grabada estimulaba la demanda y las grandes ganancias de la industria discográfica. Como resultado, el marketing musical se hizo cada vez más y más prominente, resultando en una variedad de estrellas pop, cuya fama no existía antes. Muchas de las primeras celebridades eran crooners (término similar a trovador en español) de origen italiano-americano como Dean Martin, Rudy Vallee, Tony Bennett, Perry Como, Frankie Laine y, el más famoso de todos, el "primer vocalista en generar histeria entre sus fans", Frank Sinatra. La era de la estrella pop adolescente, sin embargo, comenzó en los años 60. Los grupos de Bubblegum pop como The Monkees fueron escogidos a partir de su apariencia y habilidad para vender discos, sin importar su habilidad musical. El mismo periodo, sin embargo, también presenció nuevas formas de música pop que lograron una presencia más permanente en el campo de la música popular americana, incluyendo al rock, el soul y el pop-folk. A finales de los 60, dos eventos habían cambiado a la música pop completamente: el nacimiento de la contracultura, la cual se oponía explícitamente a la música del mainstream, a veces mezclándose con activismo político y social, así como el cambio de compositores profesionales a ejecutantes, los cuales eran lo que se conoce como cantautor. 
El rock and roll entró a la música popular mainstream a través del género llamado rockabilly, el cual fusionó con sonido del rock naciente con elementos de la música country. El rock and roll tocado por afroamericanos había tenido éxito limitado, y algunos de los espectadores del tiempo creyeron que un ejecutante blanco que pudiera cantar en un estilo de R&B y country sería un éxito. Sam Phillips, de Sun Records en Memphis, Tennessee, encontró a un músico llamado Elvis Presley, el cual se convirtió en uno de los músicos más vendidos de la historia de la música, y trajo al rock and roll a las audiencias de todo el mundo. El éxito de Presley fue precedido por el de Bill Haley,  un intérprete blanco cuyo "Rock Around the Clock" es a veces señalado como el comienzo de la era del rock. Sin embargo, la música de Haley era más "arreglada" y más "calculada" que los "ritmos más sueltos" del rockabilly, el cual también, a diferencia de Haley, no utilizaba saxofones o cantantes en coro.
El R&B permaneció extremadamente popular durante la década de los 50 entre las audiencias afroamericanas, pero el género aún no era considerado apropiado para los blancos, o incluso para negros de clase media respetables, dada su naturaleza sugestiva. Muchas canciones populares del R&B fueron interpretadas por músicos blancos como Pat Boone, con un estilo más digerible, el cual se resultó en varios hits de pop. A finales de los años 50, sin embargo, hubo una ola de blues-rock popular y R&B influenciado por el country en la cual sus ejecutantes ganaron fama si precedentes entre los oyentes blancos; estos incluyeron a Bo Diddley y a Chuck Berry. Con el paso del tiempo, los productores en el género se inclinaron gradualmente hacia los músicos del rock como Little Richard y Fats Domino.
El doo wop es una clase de música vocal armónica interpretada por grupos que se hicieron populares en al década de los 50. Aunque a veces es considerada como una especie rock, el doo wop es más precisamente una fusión del R&B vocal, el góspel y el jazz con el blues y las estructuras de pop, si bien fue en los años 60 cuando las líneas que separan al rock del doo wop, al R&B y otros estilos relacionados ya eran muy borrosas. El doo wop se convirtió en el primer género de música derivado del R&B en "tomar formar, para definirse a sí mismo como algo que la gente reconocía como nuevo, diferente, extraño, suyo". Mientras el doo wop se hacía más popular, más innovaciones eran añadidas, incluyendo el uso del cantante bajo como líder, una práctica que comenzó con Jimmy Ricks de The Ravens. Los ejecutantes del doo wop eran originalmente afroamericanos en su mayoría, aunque unos cuantos grupos de blancos pronto se hicieron populares. Estos incluían a varios grupos con miembros italoestadounidenses como Dion & the Belmonts, mientas que en otros agregaron a mujeres e incluso se llegaron a formar grupos femeninos en el casi universal estilo masculino; estos incluyen a The Queens y The Chantels.
Los años 50 presenciaron varias novedades musicales breves que terminaron impactando en los futuros géneros populares. Intérpretes como Pete Seeger y The Weavers popularizaron una forma de renacimiento de la old time music de la música anglo american. Esta corriente se asoció eventualmente con el ala izquierda de la política y el comunismo, llevando a un declive en la aceptación mientras los artistas eran puestos cada vez más en la lista negra y criticados. Sin embargo, esta forma de pop-folk ejerció una gran influencia en la formación del folk-rock los años 50 y otros géneros relacionados. Junto con el éxito esporádico de la música "anglo folk" vino una serie de novedades en la música para bailar latinoamericana, incluyendo al mambo, rumba, chachachá y el boogaloo. Aunque su éxito fue de nuevo esporádico y breve, la música latina continuó ejerciendo influencia en el rock, el soul y otros estilos, así como en la más reciente música salsa en los años 70.

### Country: El sonido de Nashville
A mediados de los años 20, un género distintivo llamado primero música "old-timey" o "hillbilly" comenzó a ser transmitido y grabado en el Sur rural y el Medio oeste; los primeros artistas incluían a la familia Carter, Charlie Poole y sus Ramblers de Carolina del Norte, así como a Jimmie Rodgers. La interpretación y divulgación de esta música fue a nivel regional en un principio, pero las variaciones de la población causadas por la Segunda Guerra Mundial la difundieron más. Después de la guerra, hubo un aumento en el interés por los géneros de especialidad, incluyendo lo que había sido conocido como race e hillbilly music; estos géneros fueron renombrados a Rythm and Blues y Country and Western, respectivamente. Las grandes disqueras habían tenido algo de éxito en promover dos clases de artistas de country: los intérpretes de canciones novedad como Tex Williams y a cantantes como Frankie Laine, que  mezcló pop y country por medio de un estilo convencionalmente sentimental. Este periodo también fue testigo del ascenso de Hank Williams,  un cantante blanco de country que había aprendido blues de músico afroamericano callejero llamado Tee-Tot, en el noroeste de Alabama. Antes de su muerte en 1953, Hank Williams grabó once sencillos que vendieron por lo menos un millón de copias cada uno, y también fueron pioneros del Sonido Nashville. 
El Sonido Nashville fue una forma popular de la música country que surgió en los años 50, la cual consiste en una fusión de la popular big band de jazz y swing con el honky tonk country.  El éxito comercial de los discos de Hank Williams había convencido a las disqueras de que la música country podía encontrar audiencias en el mainstream. Las compañías intentaron entonces eliminar los elementos ásperos del honky tonk de la música country, removiendo el sonido rural que hizo a Williams famoso. La industria de Nashville reaccionó al ascenso del músico de rockabilly, Elvis Presley, por medio de intérpretes con marketing que cruzaron la barrera entre el country y el pop. Chet Atkins, el director de la división de música country de RCA, hizo lo mejor que pudo para innovar el Sonido de Nashville por medio del abandono de los elementos más rudos del country, mientras Owen Bradley uso técnicas de producción sofisticada e instrumentación que eventualmente se convirtió en el estándar del Sonido de Nashville, el cual también creció para incorporar cuerdas y coros. Durante los primeros años de la década de los 60, el Sonido Nashville era percibido como una versión diluida de muchos intérpretes tradicionales y fanes, de lo cual resultaron varias escenas locales como el Sonido Lubbock y el aún más influyente Sonido Bakersfield. 
A lo largo de los años 50, el estilo más popular de la música country fue el Sonido Nashville, el cual era un estilo hábil y orientado al pop. Muchos músicos prefirieron un sonido más crudo, lo que llevó al desarrollo del Sonido Lubbock y el Sonido Bakersfield.  El sonido Bakersfield fue creado en Bakersfield, California entre mediados y finales de los años 50 por intérpretes como Wynn Stewart, que usaba elementos del Western swing y el rock como el breakbeat junto con la técnica vocal del honky. Stewart  fue imitado por intérpretes como Buck Owens y Merle Haggard, que popularizaron el estilo.

### Soul
La música soul es una combinación del R&B y el góspel que comenzó a finales de los años 50 en los Estados Unidos y se caracteriza por el uso de técnicas del góspel con un gran énfasis en los cantantes, así como por la utilización de temas seculares. Los discos de Sam Cooke, Ray Charles de los años 50  junto con los de James Brown son comúnmente considerados como el comienzos de la música soul. Los primeros discos de Solomon Burke para Atlantic Records marcaron las pautas para el estilo y, tal como señala Peter Guralnick, «fue solo a través de la unión de Burke y Atlantic Records que uno pudo ver algo parecido a un movimiento».
La disquera Motown Record Corporation establecida en Detroit, Míchigan se convirtió en exitosa con una cadena de grabaciones de soul fuertemente influenciado por el pop, las cuales eran suficientemente digeribles para los oyentes blancos como para permitir la fusión entre el R&B y el soul dirigida a estas audiencias populares. Un centro importante de grabación de la música soul fue Florence, Alabama, en donde operaban los FAME Studios. Jimmy Hughes, Percy Sledge y Arthur Alexander grabaron ahí; tiempo después, en los años 60, Aretha Franklin también grabaría en esa área. Los Fame Studios, a menudo también llamados Muscle Shoals en referencia a un pueblo vecino de Florence, disfrutaron de una relación cercana con Stax, y muchos otros de los músicos y productores que trabajaron en Memphis también contribuyeron a las grabaciones hechas en Alabama.
En Memphis, la compañía Stax Records produjo discos de los pioneros del soul Otis Redding, Wilson Pickett, y Don Covay. Otros artistas de Stax tales como Eddie Floyd y Johnnie Taylor también hicieron contribuciones significativas a la música soul. En 1968, el movimiento de la música soul había comenzado a dividirse, mientras James Brown y Sly & the Family Stone comenzaban a expandir y transformar tanto el soul y el rythm and blues en otros géneros. Guralnick escribió que «más que nada... lo que me parece que llevó la era del soul a una inquietante y absoluta paralización fue la muerte de Martin Luther King en abril de 1968».

### Rock de los 60
El primero de los géneros más grandes del nuevo rock fue el surf, en el cual fue pionero el californiano Dick Dale. El surf fue ampliamente instrumental, con la guitarra como base para el rock con sonido distorsionado agudo, además de que fue asociado con la cultura juvenil basada en el surf del Sur de California. Dale había trabajado con Leo Fender,  desarrollando el amplificador "Showman y... una unidad de reverberación que daría a la música surf su sonido distintivamente confuso".
Inspirados por el enfoque lírico del surf, si no es que por la base musical, The Beach Boys comenzaron su carrera en 1961 con una cadena de éxitos como"Surfin' U.S.A.". Su sonido no era ni instrumental ni basado en la guitarra, pero estaba lleno de  "ricas, densas e incuestionablemente especiales" "voces flotantes (con) armonías al estilo de The Four Freshmen que se viajan sobre un estribillo propulsivo". El compositor de los Beach Boys Brian Wilson se volvió cada vez más excéntrico, experimentando con nuevas técnicas de estudio mientras se asociaba con la floreciente contracultura.
La contracultura fue un movimiento juvenil que incluyó al activismo político, especialmente aquel en oposición a la Guerra de Vietnam, así como a la promoción de varios ideales hippie. Los hippies fueron asociados principalmente con dos clases de música: el folk rock y el country rock de artistas como Bob Dylan y Gram Parsons, y por otro lado el rock psicodélico de bandas como Jefferson Airplane y The Doors. Este movimiento estuvo íntimamente conectado a la British Invasion,  una ola de bandas del Reino Unido que se hicieron populares a lo largo de los años 60. La invasión británica incluyó inicialmente a bandas como The Beatles, The Rolling Stones, y The Zombies , a los cuales se unirían después bandas como Moody Blues y The Who. El sonido de estas bandas fue un rock bien definido, en el cual The Beatles eran originalmente conocidos por canciones que se parecían a las del rock afroamericano de Little Richard, Chuck Berry, Smokey Robinson, The Shirelles y The Isley Brothers. Tiempo después, mientras la contracultura se desarrollaba, The Beatles comenzó a usar técnicas más avanzadas e instrumentos inusuales, tales como el sitar, así como letras más originales.

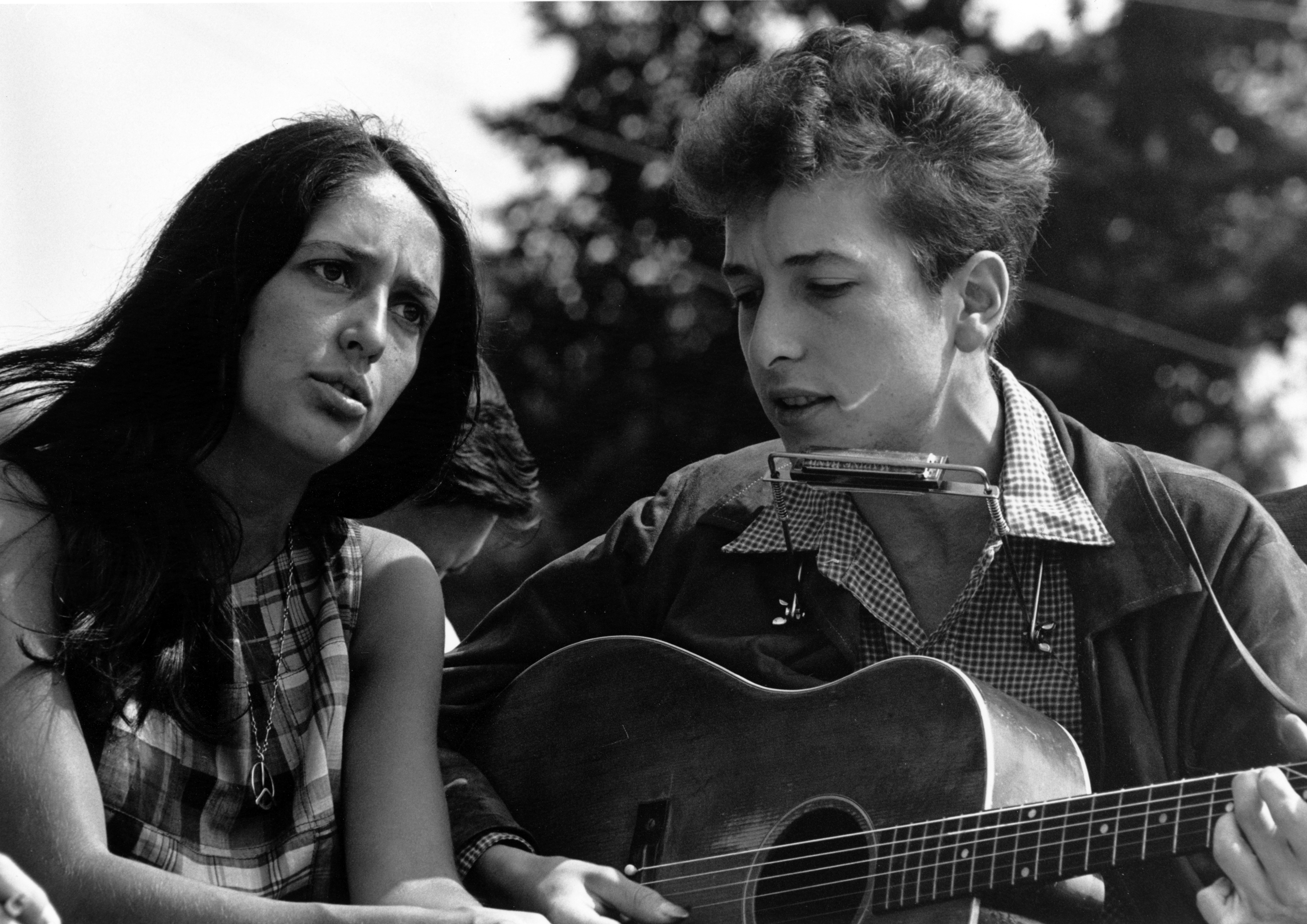
Joan Baez y Bob Dylan

El folk-rock se benefició del éxito esporádico del mainstream con grupos como Kingston Trio y Almanac Singers, mientras que Woody Guthrie y Pete Seeger ayudaron a radicalizar políticamente la música folk rural blanca. El popular músico Bob Dylan se convirtió en prominencia a mediados de los 60,  fusionando el folk con rock y haciendo que la naciente escena estuviera íntimamente conectada con el Movimiento por los derechos civiles. Después de este aparecieron varias bandas de country rock como The Byrds y The Flying Burrito Brothers, así como otros cantautores de folk como Joan Báez y la canadiense Joni Mitchell. Sin embargo, a finales de la década, hubo poca conciencia social o política evidente en las letras de cantautores de pop como James Taylor yCarole King, cuyas canciones eran profundamente personales y emocionales. 
El rock psicodélico fue duro, manejando una especie de rock basado en guitarra, íntimamente asociado con la ciudad de San Francisco, California. Aunque Jefferson Airplane fue la única banda psicodélica de San Francisco en tener grandes hits nacionales, con   "Somebody to Love" y "White Rabbit" de 1967, The Grateful Dead, una jam band de folk, country y bluegrass, "incorporó todos los elementos de la escena de San Francisco y vino... a representar a la contracultura en el resto del país"; The Grateful Dead también fue conocida por introducir a la contracultura y al resto del país a las ideas de personas como Timothy Leary, especialmente en el uso de alucinógenos como el LSD para propósitos espirituales y filosóficos.

## Años 70 y 80
En los años posteriores a los cambios sociales y políticos turbulentos de los años 60 y principios de los 70, la música rock se diversificó. Lo que en un principio se conoció como rock and roll, un género de música razonablemente discreto, había evolucionado en una categoría general llamada simplemente rock music, un término que eventualmente incluiría a diversos estilos como el heavy metal, el punk rock y a veces incluso al hip hop. Durante los 70, sin embargo, la mayoría de estos estilos no eran parte de la música mainstream, y fueron evolucionando en la escena musical underground. 

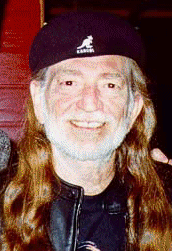
Willie Nelson

Los primeros años de la década de los 70 fueron protagonistas de una ola de cantautores que recurrieron a las introspectivas, personales y profundamente emocionales letras del folk-rock de los 60. Estos incluyeron a James Taylor, Carole King y otros, todos conocidos tanto por sus habilidades líricas como por sus interpretaciones. En el mismo periodo se dio el ascenso del southern rock (similar al blues) y de grupos de country rock como Allman Brothers Band y Lynyrd Skynyrd. El soft rock se desarrolló en los años 70, el cual era una estilo con forma simple, discreta y melodiosa de pop-rock, representada por bandas como America and Bread, la mayoría de las cuales son apenas recordadas al día de hoy; muchas fueron one-hit wonders. Además, las bandas del más duro arena rock como Chicago and Styx también tuvieron gran éxito. 
Los primeros años de la década de los 70 presenciaron el nacimiento de un nuevo estilo de música country áspero y con una forma bien definida, el cual se hizo rápidamente la forma más popular de country. Se le conoció como outlaw country, un estilo que incluyó a estrellas como Willie Nelson y Waylon Jennings. El outlaw country estaba muy orientado hacia el rock, que además tenía letras centradas en lo criminalmente grotesco, especialmente aquello relacionado con drogas y alcohol de sus intérpretes, que se dejaban crecer el pelo, vestían de cuero y mezclilla y lucían como hippies, en contraposición a los cantantes bien parecidos de country que pertenecían al Sonido Nashville.
A mediados de los año 70, la música disco, una estilo orientado al baile, se hizo popular al evolucionar desde los clubs de baile underground para llegar a la cultura popular de América. La música disco alcanzó su apogeo después del lanzamiento de Saturday Night Fever  y el fenómeno que rodeaba a las películas y soundtracks de The Bee Gees. El tiempo de la música disco fue, no obstante, corto, y en los años 80 fue pronto reemplazada por varios géneros que evolucionaron de la escena del punk rock, con en el caso de la new wave. Bruce Springsteen se convirtió en una gran estrella, primero desde mediados de los 70, y después a lo largo de los 80, con letras densas y misteriosas y también canciones conmovedoras que resonaban en las clases medias y bajas.

### Funk y Soul de los 70
A principios de los 70, la música soul fue influenciada por el rock psicodélico y por otros géneros. La agitación social y política de la época inspiró a artistas como Marvin Gaye y Curtis Mayfield para hacer declaraciones en álbumes completos en las cuales había comentarios sociales muy directos. Artistas como James Brown llevaron al soul hacia un estilo más orientado al baile, el cual eventualmente evolucionó en el funk. El funk fue representado por bandas de los años 70 como Parliament-Funkadelic, The Meters, y el mismo James Brown, mientras que algunos grupos más versátiles como War, The Commodores y Earth, Wind and Fire también se volvieron populares. Durante los 70, algunas hábiles bandas comerciales del blue-eyed soul como Hall & Oates (provenientes de Filadelfia) lograron un éxito en la cultura popular, del mismo modo que la nueva generación de grupos vocales armónicos urbanos de soul como The Delfonics y los Unifics (de la Universidad de Howard).
A finales los 70, el philly soul, el funk, el rock y la mayoría de los demás géneros fueron dominados por canciones con inflexiones de la música disco. Durante este periodo, las bandas de funk como The O'Jays y The Spinners continuaron lanzando éxitos. Después de la muerte de la música disco en los 80, el soul sobrevivió por un corto tiempo antes de pasar por otra transformación. Con la introducción de influencia de la música electro y el funk, el soul se hizo menos tosco y más producido, resultando en un género de música que fue llamado de nuevo R&B, usualmente distinguido del primer rhythm and blues identificándose como R&B contemporáneo.

### Pop de los años 80
En los años 60 el término rhythm and blues ya no se usa extensamente; en vez de ello, términos como soul music eran usados para describir a la música popular de los artistas afroamericanos. En los años 80, sin embargo, rhythm and blues de nuevo fue usado, casi siempre en la forma de R&B, un uso que ha continuado hasta el presente. El R&B contemporáneo surgió cuando los cantantes del apasionado funk como Prince se hicieron populares, a la par que lo hacían estrellas de dance pop como Michael Jackson y Madonna.
A finales de los años 80, el pop rock consistía ampliamente de bandas de glam metal transmitidas en la radio, las cuales usaban imágenes derivadas del movimiento glam británico con letras y actitudes de macho, acompañadas de solos virtuosos del heavy metal y hard rock. Bandas de esta época incluyen a Def Leppard, así como a bandas americanas influenciadas por el heavy metal Mötley Crüe, Guns N' Roses, Bon Jovi y Van Halen.
A la mitad de la década también se vio el auge de la popularidad de la música góspel. Una nueva forma de góspel había evolucionado, llamada Música Cristiana Contemporánea (CCM). La CCM había existido desde finales de los 60, y consistía de un sonido pop/rock con letras ligeramente religiosas. La CCM se había convertido en la forma más popular del góspel de mediados de los 80, especialmente con artistas como Amy Grant, Michael W. Smith, y Kathy Troccoli. Amy Grant fue la cantante más popular de CCM y góspel de los años 80, y después de experimentar un éxito sin precedentes en la CCM, fusionó su música con el pop mainstream de los años 80 y 90. Michael W. Smith también había tenido éxito considerable en la CCM antes de pasar a una carrera exitosa en la música pop de la misma manera. Grant produciría después el primer éxito popular de CCC número uno ("Baby Baby"), y el muy bien vendido álbum de CCM (Heart in Motion). 
En los años 80, las listas principales de la música country eran dominadas por cantantes de pop con influencias apenas notables de la música country, una tendencia que ha permanecido desde entonces. En los años 80 se vio un resurgimiento del honky tonk country a través de la aparición de personas como Dwight Yoakam y los músicos de country neotradicional, Emmylou Harris and Ricky Skaggs, así como el desarrollo de intérpretes de alternative country como Uncle Tupelo. Intérpretes de alternative country posteriores como Ryan Adams(miembro de la banda Whiskeytown) Wilco, ganaron algo de fama en el mainstream.

### Nacimiento del underground
Durante los años 70, varios estilos diversos aparecieron en completo contraste con la música popular americana. Aunque estos géneros no eran en gran parte populares en el sentido de vender muchos discos a las audiencias mainstream, eran ejemplos de la música popular, en contraposición con el folk o la música clásica. A principios de los años 70, los afroamericanos y puertorriqueños de Nueva York desarrollaron la cultura hip hop, el cual produjo un estilo de música con el mismo nombre. Casi al mismo tiempo, los latinos, en especial los cubanos y puertorriqueños en Nueva York también crearon la música salsa, la cual combinó muchas formas de música latina con R&B y rock. Los géneros punk rock y heavy metal fueron ampliamente asociados con el Reino Unido durante los 70, mientras que otras variantes americanas evolucionaron después en la misma década y también en los años 80. Mientras tanto, en Detroit evolucionaban lentamente una serie de géneros de música electrónica como el house y el techno que se convertirían en una parte importante de la música alrededor del mundo. 

#### Hip hop
El hip hop es un movimiento cultural, del cual la música es una parte importante, junto con el graffiti y el breakdance. La música está compuesta de dos partes, el rapping, que consiste en la liberación de voces rápidas, rítmicas y líricas, y por otro lado el DJing, que consiste en la producción de instrumentación por medio de sampling, instrumentación, turntablism o  beatboxing. El Hip hop surgió a principios de los años 70 en el Bronx, Nueva York. El inmigrante jamaicano DJ Kool Herc es ampliamente reconocido como el progenitor del hip hop; él trajo consigo la práctica del "toasting" (término equivalente a rapear en español) sobre ritmos de canciones populares. En Nueva York, DJs como Kool Herc reproducían canciones populares de funk, música disco y rock. La aparición de los emcees introdujo originalmente las canciones y mantuvo a la multitud emocionada y bailando; con el tiempo, los DJs comenzaron a aislar las interrupciones de las percusiones (el clímax rítmico de las canciones), produciendo así un ritmo repetido sobre el que rapeaban los emcees.
El rapping incluía saludos a los amigos y enemigos, invitaciones a bailar y alardes coloridos y a veces humorísticos. A principios de los años 80, habían aparecido canciones populares de hip hop como "Rappers Delight" de Sugarhill Gang y unas cuantas grandes celebridades de la escena, como LL Cool J y Kurtis Blow. Otros ejecutantes experimentaron con letras politizadas y conciencia social, mientras que otros ejecutaban fusiones con jazz, heavy metal, techno, funk y soul. El Hip hop comenzó a diversificarse en los últimos años de la década de los 80. Aparecieron nuevos géneros, tales como el hip hop alternativo su pariente más próximo, el jazz rap, en el cual los raperos De La Soul y Gurú sentaron las bases. Los grupos Public Enemy y N.W.A contribuyeron en gran parte durante esta época para llevar el hip hop a la atención nacional; el primer lo hizo con letras cargadas de política,, mientras que el último se convertiría después en el ejemplo prominente del gangsta rap.

#### Salsa
La música salsa consiste en ritmos diversos, predominantemente caribeños, la cual es popular en muchos países de América Latina. La salsa incorpora variaciones y estilos múltiples; el término puede ser usado para describir a la mayoría de las formas de los géneros musicales originarios de Cuba (como el chachachá y el mambo).  De manera más específica, la salsa se refiere a un estilo particular que fue desarrollado a mediados de los 70 por grupos de inmigrantes cubanos y puertorriqueños de Nueva York en Estados Unidos, y sus descendientes estilísticos como la salsa romántica de los años 80.
La música salsa siempre tiene un compás de 4/4. La música tiene frases que abarcan grupos de dos compases, usando patrones rítmicos recurrentes, así como el inicio de las frases la letra y los instrumentos. Típicamente, los patrones rítmicos ejecutados en la percusiones son bastante complicados, ya que a menudo se tocan más de uno a la vez. El ritmo clave es un elemento importante que forma la base de la salsa. Aparte de las percusiones, existen una variedad de instrumentos melódicos que son comúnmente usados como acompañamiento, tales como la guitarra, las trompetas, los trombones, el piano y muchos otros, todos dependiendo de los intérpretes. Las bandas se encuentran típicamente divididas en secciones de ritmo y de metales, lideradas por uno o más cantantes (soneros o salseros) .

### Punk y rock alternativo

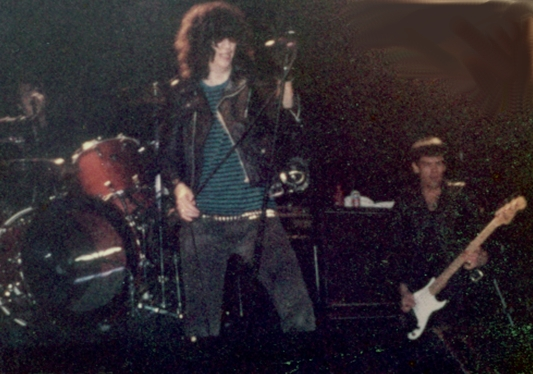
Joey y Dee Dee Ramone en concierto, 1983.

El punk fue una estilo de música rock rebelde, el cual comenzó en los año 70 como una reacción en contra de la música popular del día (en especial la música disco, la cual era vista como insípida y sin mayor inspiración). El punk se inspiró en bandas americanas que incluían a The Velvet Underground, The Stooges y The New York Dolls. El era fuerte, agresivo y usualmente muy simples, requiriendo poco entrenamiento musical para ejecutarse. Más tarde durante la década, bandas británicas como The Sex Pistols y The Clash obtuvieron fama durante un tiempo corto en su país de origen y, en un grado menor, en los Estados Unidos. Bandas americanas del área incluyeron a los muy famosos The Ramones, así como grupos del estilo de Talking Heads, los cuales tocaban de una forma más pretenciosa que se encontraba asociada con el punk hasta antes de evolucionar en pop-new wave. Otras bandas grandes incluyeron a Blondie, Patti Smith and Television. La mayoría de estas bandas tuvieron sus inicios en lo que hoy se conoce como el "ground zero"  del punk rock, un club llamado CBGB. El pequeño club en Nueva York llevó a cabo un festival en 1975 para exhibir el "top 40 de las bandas de rock sin discos". Dentro de estas bandas estaban las mencionadas con anterioridad The Ramones, Sex Pistols, blondie y similares.
El Hardcore punk fue la respuesta de la juventud americana a la explosión del punk rock en los años 70.  EL hardcore despojó al punk rock y la new wave de sus a veces elitistas y pretenciosas tendencias, lo cual resultó en canciones cortas, rápidas e intensa que apelaban a los jóvenes insatisfechos. El hardcore explotó en las metrópolis americanas de Los Ángeles, Washington D. C., New York y Boston, además de que la mayoría de las ciudades de país tenían ya sus propias escenas locales a finales de los 80.
El rock alternativo es un conjunto de bandas de rock que se desarrollaron ampliamente en América a partir de la escena hardcore en los años 80, en clara oposición a la escena musical mainstream. Los subgéneros del rock alternativo que se crearon durante la década incluyen al indie rock, el Gothic rock, el noise rock, el grunge, y el college rock. La mayoría de las bandas estaban unificadas por su deuda colectiva al punk, el cual abrió el camino para la música underground y alternativa en los años 70. Aunque el género es considerado como rock, algunos estilos fueron influenciados por el folk americano, el reggae y el jazz. Como en el caso del punk y el hardcore, el rock alternativo tenía poco éxito en la cultura popular de los años 80, pero el establecimiento de las bases de la escena indie por medio de giras, radio universitario, revistas y publicidad de boca en boca, las bandas alternativas abrieron el camino para la penetración del género en la conciencia pública americana de la década siguiente.

### Heavy metal
El heavy metal es una forma de música caracterizada por sus ritmos agresivos e impulsores, así como por sus guitarras eléctricas distorsionadas, generalmente con letras ambiciosas e instrumentación virtuosa. El heavy metal es producto del desarrollo del blues, el blues rock, el rock y el rock progresivo. Sus orígenes yacen en las bandas de hard rock británico las cuales entre 1967 y 1974 tomaron el blues y el rock y crearon un híbrido con sonido pesado y centrado en guitarras y baterías. La mayoría de los pioneros en el género como Black Sabbath eran ingleses, aunque muchos fueron inspirados por intérpretes americanos como Blue Cheer y Jimi Hendrix.

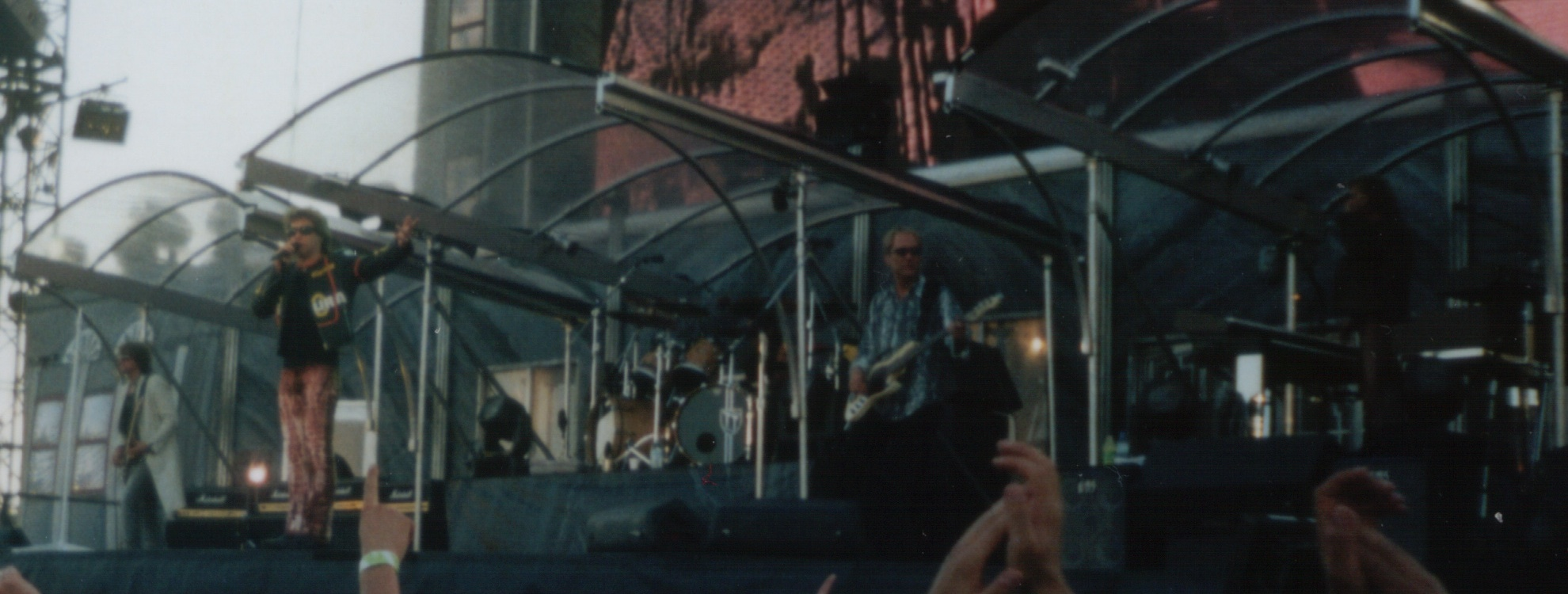
Bon Jovi

A principios de los 70, las primeras grandes bandas americanas hicieron su aparición, como en el caso de Blue Öyster Cult y Aerosmith, entre otros músicos como Eddie Van Halen  que comenzaban su carrera. El heavy metal permaneció, sin embargo, como un gran fenómeno underground. Durante los años 80, una forma de hard rock basada en el pop con un espíritu de fiesta e influenciado por la estética visual glam (a veces referido como "hair metal") dominó las listas de popularidad, liderado por estrellas como Poison, Bon Jovi, Mötley Crüe, y Ratt. En 1987 el debut de Guns N' Roses, una banda de hard rock cuya imagen reflejó el rasposo núcleo de Sunset Strip, fue por lo menos en parte una reacción en contra de la imagen pulida del hair metal, aunque el gran éxito de la banda fue de muchas maneras el último aliento del hard rock y la escena metalera. A mediados de los 80, mientras el término "heavy metal" se convertía en el objeto de mucha disputa, el estilo se había dividido en tantas direcciones diferentes que los fanes, compañías discográficas y revistas crearon nuevas clasificaciones, aunque a veces la diferencia entre varios subgéneros era poco clara, incluso para los artistas que pertenecían a propósito dentro de un estilo dado. El subgénero más notables de los años 80 en Estados Unidos fue el rápido y agresivo thrash metal, iniciado por bandas como Anthrax, Megadeth, Metallica, y Slayer.

## Años 90
Quizás el cambio más importante en la década en cuanto a la música popular fue el ascenso del rock alternativo, a través de la popularidad del grunge. Este fue previamente un conjunto de géneros anti-mainstream que alcanzaron gran fama a principios de los 90. El género fue situado en su mayoría en Sub Pop Records durante sus primeras etapas, una compañía fundada por Bruce Pavitt y John Poneman. Un número significativo de bandas de grunge firmaron con el sello discográfico en donde Green River (la mitad de los miembros de esta banda se convertirían después en los miembros fundadores de Pearl Jam), Sonic Youth (aunque no era una banda de grunge, esta fue influyente para aquellas y, de hecho, fue por la insistencia de Kim Gordon que David Geffen Company le firmó a Nirvana) y Nirvana.  El grunge es un subgénero del rock alternativo con un sonido "oscuro,  lodoso y basado en la guitarra" , que retomó elementos del heavy metal, punk y de otras bandas como Sonic Youth y su uso de "melodías poco convencionales para transformar canciones que de otro modo serían pop estándar en formas irregulares". Con la adición de un "elemento melódico influenciado por The Beatles" al sonido de bandas como Nirvana, el grunge se hizo ampliamente popular por todos los Estados Unidos. El grunge se hizo comercialmente exitoso durante los primeros años de la década, alcanzando la cima entre 1991 y 1994. Las bandas de ciudades del noroeste del pacífico, especialmente Seattle, Washington,  fueron responsables de crear el grunge y después hacerlo popular con las audiencias mainstream. La supuesta generation x, la cual apenas había alcanzado la edad adulta mientras la popularidad del grunge crecía, estaba íntimamente asociada con el mismo, cuyo sonido ayudó a "definir la desesperación de (esa) generación". Las bandas de post grunge como Foo Fighters and Creed se convirtieron en una forma popular del rock alternativo porque aún era digerible, a diferencia del primer grunge, de los cuales solo fueron influenciados. las bandas de Pop punk como Green Day y Blink 182 también ganaron popularidad. En la segunda mitad de los 90 el nu metal surgió con bandas como Linkin Park, Korn, Limp Bizkit and Slipknot. La cultura indie permaneció aislada en la escena underground con nuevos géneros como lo-fi (Beck, Sparklehorse, Guided By Voices), math rock (Slint, Shellac) y el post-rock (Mogwai, Explosions in the Sky). El emocore y el post-hardcore se hicieron más conocidos con bandas tales como At the Drive-In y Fugazi.
El Gangsta rap es una corriente del hip hop, caracterizado por su enfoque lírico en la sexualidad machista y la imagen criminal física y del peligro. Aunque los orígenes del gangsta rap pueden ser encontrados a mediados de los años 80 en los raps de Schoolly D (de Philadelphia) y de Ice-T (de West Coast), se tiene el conocimiento de que inició en Los Ángeles y en el área de Los Ángeles y Oakland, donde Too Short, NWA y otros encontraron fama. Este escena de West Coast rap engendró el sonido G-funk de los 90, los cuales se equiparan a la letra del gangsta rap con un tono denso y confuso, usualmente utilizando samples del P-funk de los 70; los autores más conocidos del género fueron los raperos Dr. Dre and Snoop Doggy Dogg.

## sigloXXI
A finales de los 90 y a principios de los años 2000 la música pop consistía en su mayor parte en una combinación de pop, hip hop y pop teñido con R&B, incluyendo a varias boy bands. Las cantantes femeninas más notables también cimentaron su estatus en la música popular americana y de todo el mundo, tales como Britney Spears, Christina Aguilera, Katy Perry, Lady Gaga y Taylor Swift. También fue notable la influencia de los productores de hip hop en la música popular de la mitad y final de la década, incluyendo a Neptunes y a Timbaland, los cuales hicieron que los sonidos escuchados al principio en los álbumes FutureSex/LoveSounds de Justin Timberlake y Loose  de Nelly Furtado fueran imitados por toda la radio con artistas como Madonna, Akon y Lady Gaga. A finales de los años 2000 y a principios de la década de los 2010, la música pop comenzó a moverse hacía la influencia de la escena de la música electrónica para bailar, sentándose las bases en el gremio con productores como David Guetta, Calvin Harris, Swedish House Mafia y Skrillex.
La combinación de hip hop y pop también comenzó a dominar los años 2000 y los primeros de la década de los 2010. Al principio de esta última, artistas prominentes como Drake, Lil Wayne, 2 Chainz, Kendrick Lamar, Machine Gun Kelly, y Macklemore comenzaron a dominar la escena mainstream.
El sonido predominante de los años 90 en la música country fue el pop, con elementos muy limitados del primer country. Esto incluye a muchos de los artistas más vendidos de los años 90, como Clint Black, Shania Twain, Faith Hill y el primero de estas estrellas de fusiones, Garth Brooks.
Por otro lado, un resurgimiento de la guitarra apareció y levantó a una nueva generación de bandas alternativas, a menudo descritas como post-punk revival o garage rock revival. Las bandas prominentes de EUA en esta generación son White Stripes, The Strokes y The Killers. El New Weird America o, a veces también llamado Freak Folk, es un nuevo movimiento que enfatiza la individualidad artística de artistas que fusionan géneros como hacen Antony and the Johnsons, Joanna Newsom, The Dodos, Animal Collective y Cat Power.

## Impacto social e internacional
La música popular americana se ha hecho extremadamente popular internacionalmente hablando. El Rock, el hip hop, el jazz, el country y otros estilos tienen fans alrededor de todo el mundo. El presentador de la BBC Radio y DJ, Andy Kershaw, por ejemplo, ha notado que la música country es popular a través de prácticamente todo el mundo. De hecho, fuera de "todas las contribuciones hechas por los americanos a la cultura global... (la música popular americana) ha sido tomada (en su mayoría) con amor por todo el mundo". Otros estilos de música popular americana también han tenido un efecto formativo internacional, incluyendo el funk (la base para el Afrobeat de África Oriental), el R&B (una gran fuente de inspiración para el reggae jamaiquino, y el rock, el cual ha influido profundamente en la mayor parte de los géneros de música popular alrededor del mundo. El rock, el country, el jazz y el hip hop se han convertido en una parte atrincherada de muchos países, lo cual ha llevado al auge de variedades locales como la música country australiana, Bongo Flava de Tanzania y el rock ruso.
El rock ha tenido un impacto en la formación de la música popular, el cual ha tenido el efecto de transformar "el mismo concepto de lo que la música popular" es. Mientras Charlie Gillett ha discutido sobre como el rock and roll "fue el primer género popular en incorporar el pulso implacable y verdadero volumen de la vida urbana en la música misma".
El impacto social de la música popular americana ha sido sentido tanto en los Estados Unidos como en los países extranjeros. Comenzando tan pronto como el siglo XIX con las extravaganzas de finales del mimo, la música popular americana ha sido criticada por ser demasiado provocativa en lo sexual y por motivar a la violencia, el uso de las drogas y el comportamiento inmoral en general. 